# Androsace mucronifolia
Androsace mucronifolia är en viveväxtart som beskrevs av David Allan Poe Watt. Androsace mucronifolia ingår i släktet grusvivor, och familjen viveväxter. Utöver nominatformen finns också underarten A. m. uniflora.

## Bildgalleri

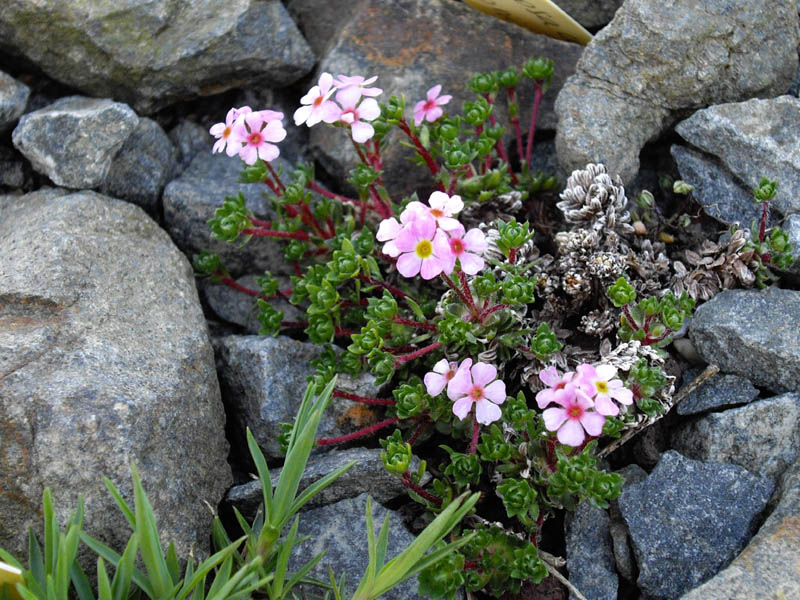
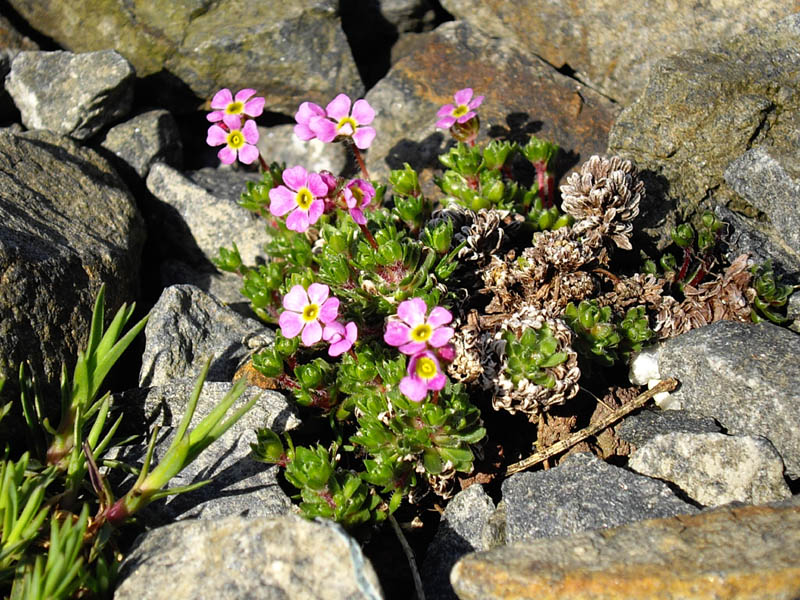